# Cucullia calendulae
Cucullia calendulae là một loài bướm đêm thuộc họ Noctuidae. Chúng phân bố rộng khắp Bồn trũng Địa Trung Hải, từ miền bắc Châu Phi tới Ả Rập Xê Út, Liban, Jordan, Israel, Nam Kavkaz, Turkmenistan, Iran và Afghanistan.
Con trưởng thành bay từ tháng 11 đến tháng 4. Có một lứa một năm.
Ấu trùng ăn các loàihọ Cúc, bao gồm Calendula, Achillea, Anthemis và Ormenis. Tại Ai Cập người ta ghi nhận chúng trên cây Chrysanthemum coronarium.